# 블랙스텔스
《블랙스텔스》(영어: Flight of Fury)는 미국에서 제작된 마이클 커시 감독의 2007년 액션 스릴러 DVD 영화이다. 스티븐 시갈 등이 출연하였고, 피에르 슈펭글레르 등이 제작에 참여하였다.

## 줄거리
미국 공군 비행사 존 샌즈가 작전을 수행하며 지나치게 많은 것을 알게 되자 이를 불안하게 여긴 윗선에서 샌즈를 구금하고 화학 물질을 써서 기억을 지워버린다.
샌즈는 탈출하지만 휴게소에서 우연히 강도단을 마주치고 유혈 사태가 벌어지면서 체포된다. 같은 시각, 사막의 폭풍 작전 때 사망한 무슬림 어머니의 복수를 하려는 피터 스톤에게서 사주를 받은 공군 조종사 래처가 극비 스텔스 폭격기 X-77를 훔쳐 달아난다.
샌즈의 옛 지휘관 톰 반스 장군은 과거 래처를 훈련시킨 인연이 있는 샌즈를 다른 비행사 리처드 재닉과 함께 아프가니스탄 북부로 보내 X-77을 되찾아 오게 한다. 만약 작전이 성공한다면 샌즈는 자유의 몸이 된다.

## 출연
- 스티븐 시갈 - 존 샌즈 역
- 스티브 투산트 - 래처 대령 역
- 앵거스 매키니스 - 톰 반스 장군 역
- 마크 베이즐리 - 리처드 재닉 대위 역
- 시에라 페이턴 - 제시카 역
- 앨키 데이비드 - 로하르 역
- 팀 우드워드 - 프랭크 펜들턴 제독 역
- 빈첸조 니콜리 - 피터 스톤 역
- 케이티 존스 - 엘리아나 리드 역
- 바턴 사이들스 - "폭스" 힝클 대위 역
- 노아 리 마게츠 - 엘리아나의 병사 역
- 캐런 데이비드 - 반스의 작전 병사 플랜더스 역

## 기타 제작진
- 공동 제작: 데이비드 랠프, 조 핼핀
- 협력 제작: 리처드 터너
- 미술: 크리스천 코빈
- 세트: 지나 스탄쿠